# Richard Baron (botaniste et géologue)
Pour les articles homonymes, voir Richard Baron et Baron.
Richard Baron, né le 8 septembre 1847 à Kendal et mort le 12 octobre 1907 à Morecambe en Angleterre, est un botaniste et géologue anglais ayant vécu 35 ans à Madagascar.
Plusieurs espèces végétales et animales lui ont été décernées, notamment Mantella baroni par George Albert Boulenger.

## Publications
- 1882 : From Ambatondrazaka to Fenoarivo, Antananarivo Annual, vol. 6, p. 75-94
- 1882 : Twelve Hundred Miles in a Palanquin, Antananarivo Annual, p. 434-458.
- 1887 : Over New Ground : A Journey to Mandritsara and the North-West Coast Antananarivo Annual, p. 261-282.
- 1889 : On the Flora of Madagascar, Journal of Linnaean Society, Botany, p. 246-294.
- 1889 : Notes on the Geology of Madagascar. Quarterly Journal of the Geological Society, p. 305-331.
- 1890 : A Malagasy forest, Amtananarivo Annual, vol. 4, p. 196-211
- 1890 : Ten Years Review of Mission Work in Madagascar, 1880-1890
- 1904, avec Mouneyres : Rapport sur une tournée géologique effectuée en 1903 dans le Nord et le Nord-Ouest de Madagascar, Bulletin Économique de Madagascar, p. 1-20
- 1906 : Compendium des plantes malgaches, Revue de Madagascar, vol. 3, p. 741
- 1907 : Compendium des plantes malgaches, Revue de Madagascar, vol. 4, p. 38
- 1908 : Compendium des plantes malgaches, Revue de Madagascar, vol. 5, p. 134
- 1909 : Compendium des plantes malgaches, Revue de Madagascar, vol. 6, p. 346
- 1910 : Compendium des plantes malgaches, Revue de Madagascar, vol. 7, p. 60
- 1911 : Compendium des plantes malgaches, Revue de Madagascar, vol. 8, p. 530 Nord-Ouest de Madagascar". Marseille, Bulletin Économique de Madagascar, 1er trim., 1904, p. 1-20.